# Nasmodesosoma phantasmogon
Nasmodesosoma phantasmogon är en mångfotingart som beskrevs av Hoffman och Howell 1985. Nasmodesosoma phantasmogon ingår i släktet Nasmodesosoma och familjen orangeridubbelfotingar. Inga underarter finns listade i Catalogue of Life.